# Thil, Meurthe-et-Moselle
Thil är en kommun i departementet Meurthe-et-Moselle i regionen Grand Est (tidigare regionen Lorraine) i nordöstra Frankrike. Kommunen ligger i kantonen Villerupt som tillhör arrondissementet Briey. År 2022 hade Thil 2 006 invånare.

## Befolkningsutveckling
Antalet invånare i kommunen Thil
| Referens: INSEE |